# 제6회 전국동시지방선거 제주특별자치도
이 문서는 제6회 전국동시지방선거 제주특별자치도 지역 투·개표 결과이다. 제주시와 서귀포시는 행정시인 관계로 각 시장은 선거를 치르지 않고 도지사가 임명한다.

## 개표 결과

### 제주특별자치도지사
|  | 59.97% |

|  | 34.53% |

|  | 4.23% |

|  | 1.26% |

### 제주특별자치도교육감
|  | 33.22% |

|  | 26.90% |

|  | 25.19% |

|  | 14.67% |

## 같이 보기
- 제6회 전국동시지방선거